# زندگی در مریخ

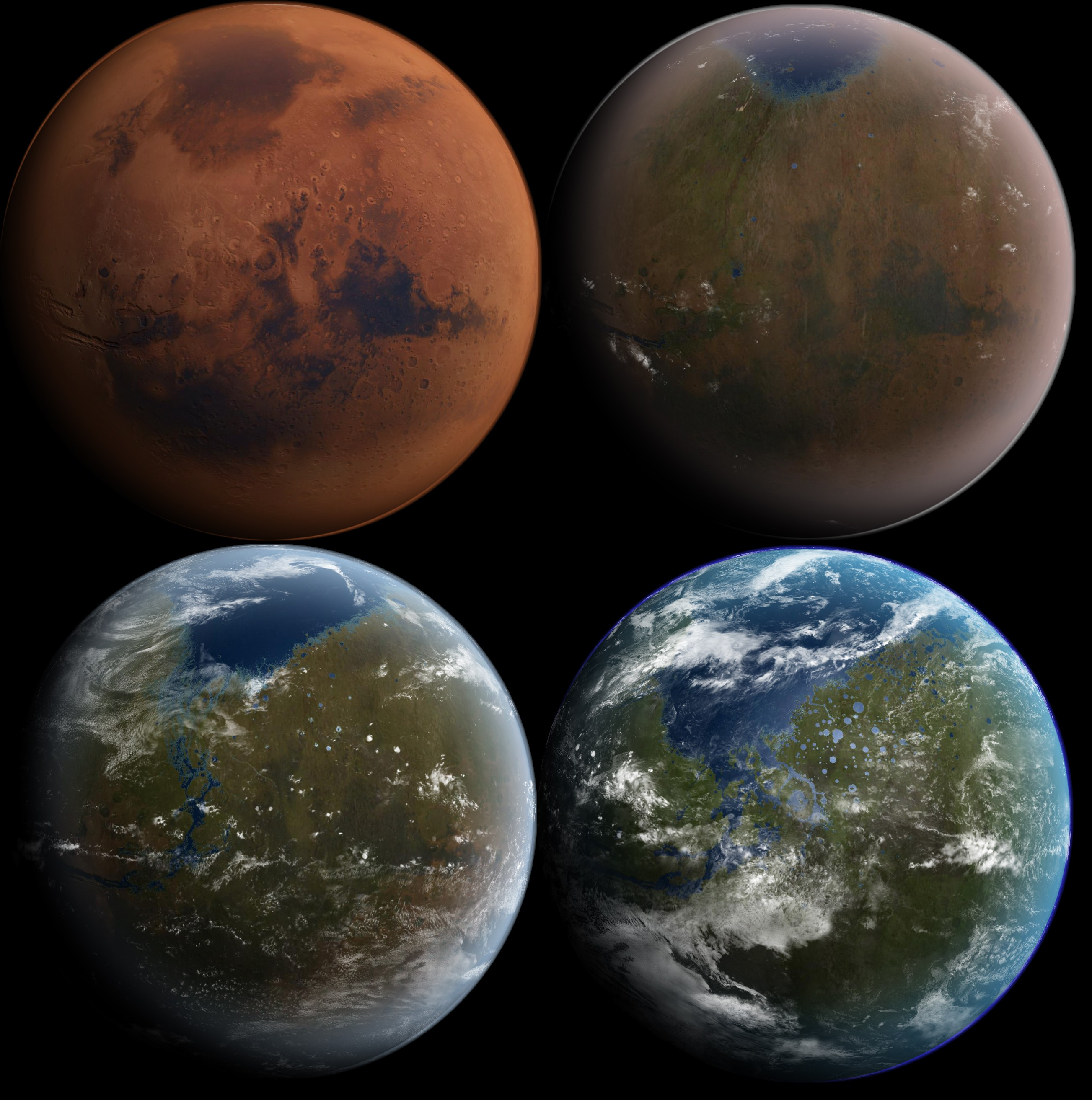
یک تصویر خیالی از چهار مرحله زمینی‌سازی مریخ.

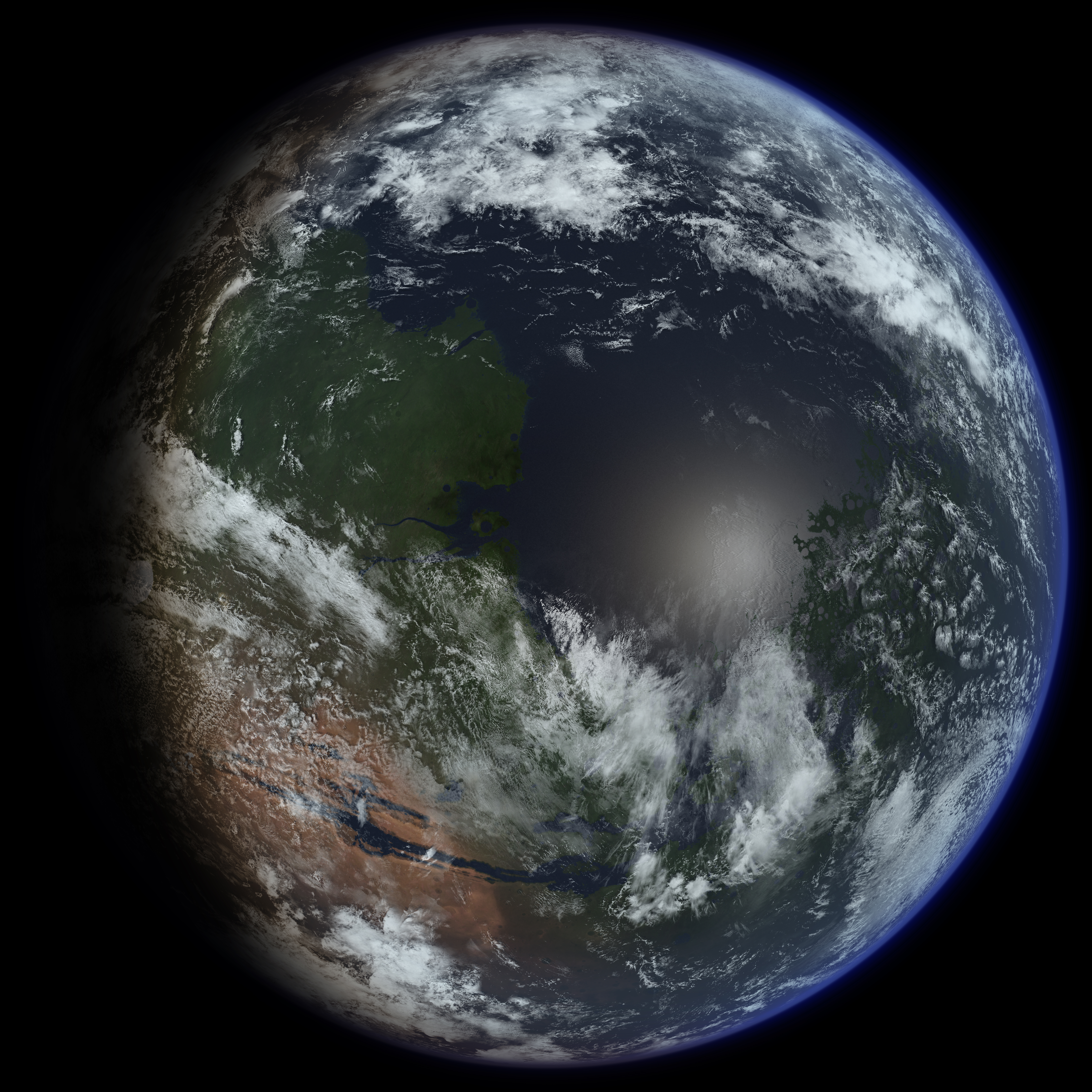
تصویر خیالی از سطح و جو مریخ، اگر مریخ زمین‌مانند می‌بود.

زندگی روی مریخ مفهومی است که بسیاری از انسان‌ها از قرن‌های پیش بدین‌سو به دلیل نزدیکی و شباهت این سیاره به زمین به آن باور داشتند. در این مورد گمانه‌زنی‌های بسیاری زیادی موجود است اما تا به امروز هیچ مدرک معتبری از وجود زندگی در مریخ وجود ندارد. اگرچه مدارک بسیاری وجود دارند که ثابت می‌کنند که مریخ قبلاً قابل سکونت و همانند زمین بوده‌است. جستجوهای جدی برای شواهدی از زندگی در سده نوزدهم میلادی آغاز شد، و تا به امروز از طریق تحقیقات تلسکوپی و مأموریت‌های فرود ادامه دارد. در اوایل بیشتر این تحقیقات روی پدیدارشناسی متمرکز شده بود اما امروزه علم مدرن تمرکز خود را روی جستجو برای آب، مواد شیمیایی و زیستی در خاک و سنگ، و بیومارکر در جو مریخ جلب کرده‌است.